# Allomorphina
Allomorphina es un género de foraminífero bentónico de la subfamilia Chilostomellinae, de la familia Chilostomellidae, de la superfamilia Chilostomelloidea, del suborden Rotaliina y del orden Rotaliida. Su especie tipo es Allomorphina trigona. Su rango cronoestratigráfico abarca desde el Campaniense (Cretácico superior) hasta la Actualidad.

## Clasificación
Allomorphina incluye a las siguientes especies:
- Allomorphina aguafrescaensis
- Allomorphina aliai
- Allomorphina allomorphinoides
- Allomorphina bullata
- Allomorphina contraria
- Allomorphina conica
- Allomorphina cretacea
- Allomorphina cubensis
- Allomorphina fragilis
- Allomorphina halli
  - Allomorphina halli robusta
- Allomorphina hofkeri
- Allomorphina lamegoi
- Allomorphina macrostoma
- Allomorphina pacifica
- Allomorphina polonica
- Allomorphina pyriformis
- Allomorphina trigona
- Allomorphina trochoides
- Allomorphina velascoensis
- Allomorphina whangaia
- Allomorphina yoshidai